# 아나스타시오 소모사 가르시아
아나스타시오 소모사 가르시아(스페인어: Anastasio Somoza García, 1896년 2월 1일 ~ 1956년 9월 29일)는 니카라과의 대통령이다. 1937년부터 1947년까지, 1950년부터 1956년까지 두 차례에 걸쳐 니카라과 대통령으로 재임하면서 반공독재체제를 구축했다.
산마르코스에서 아나스타시오 소모사 레예스와 훌리아 가르시아의 아들로 태어났다. 아들로는 루이스 소모사 데바일레, 아나스타시오 소모사 데바일레 등이 있다.
이후 미국은 니카라과의 민주주의를 촉진시킨다는 명목으로 그를 대통령으로 추대했다. 가르시아는 이를 이용하여 독재정치를 펼쳤다.
이후 쿠데타로 실각하였으나, 1950년 재집권에 성공한다. 그러나 6년 만에 레온에서 살해당했다.
하지만 가르시아의 죽음에도 그의 자식들이 뒤를 이었고, 소모사家의 정치는 1979년까지 이어졌다.

## 역대 선거 결과
| 선거명      | 직책명          | 대수 | 정당            | 득표율 | 득표수    | 결과 | 당락 |
| ----------- | --------------- | ---- | --------------- | ------ | --------- | ---- | ---- |
| 1936년 선거 | 니카라과 대통령 | 39대 | 민족주의 자유당 | 99.83% | 112,812표 | 1위  |      |
| 1950년 선거 | 니카라과 대통령 | 44대 | 민족주의 자유당 | 75.63% | 153,297표 | 1위  |      |

## 같이 보기
- 니카라과 혁명